# Istituto Ellenico di Studi Bizantini e Postbizantini di Venezia

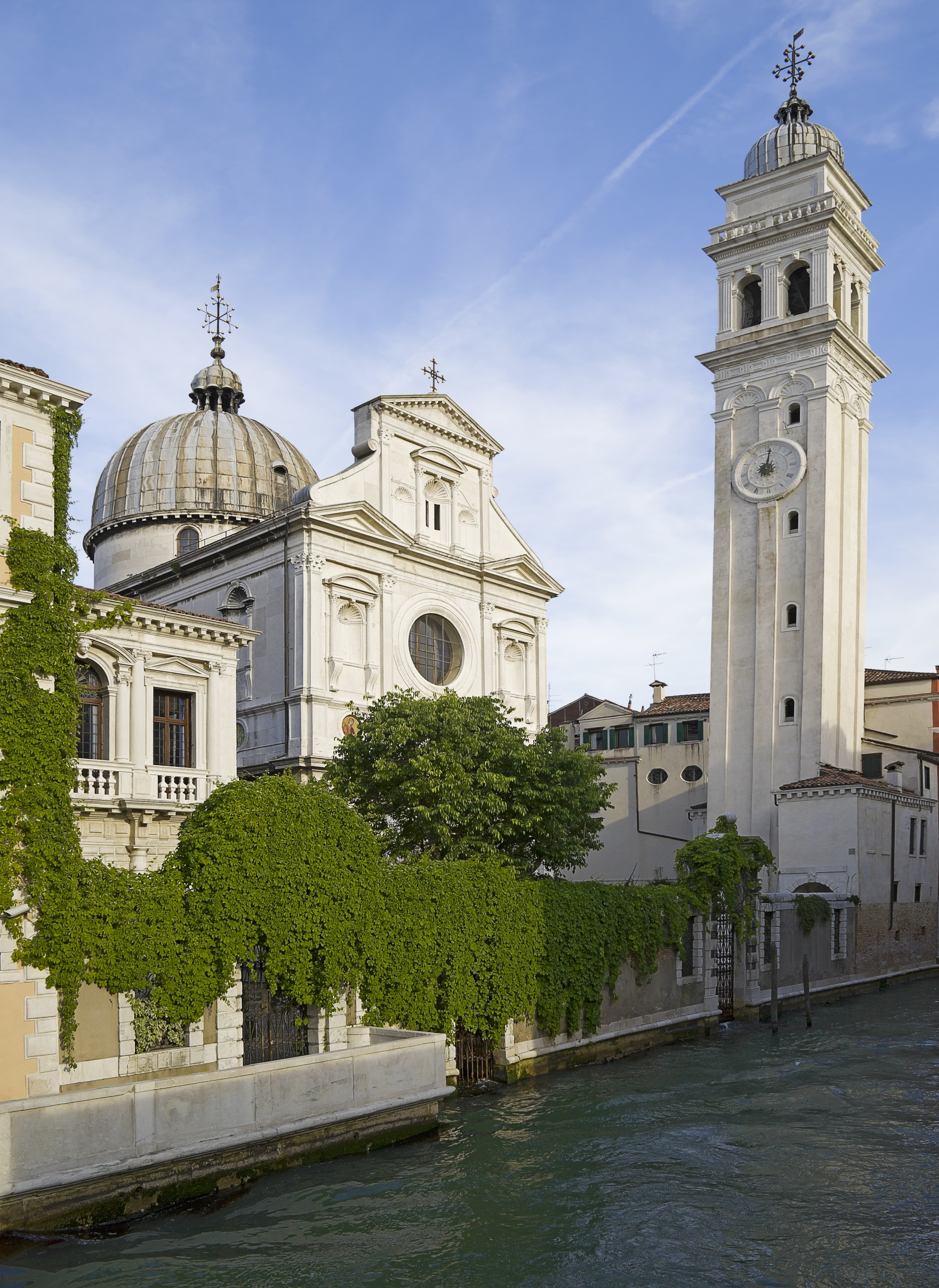
San Giorgio dei Greci mit Campanile, links das Istituto Ellenico

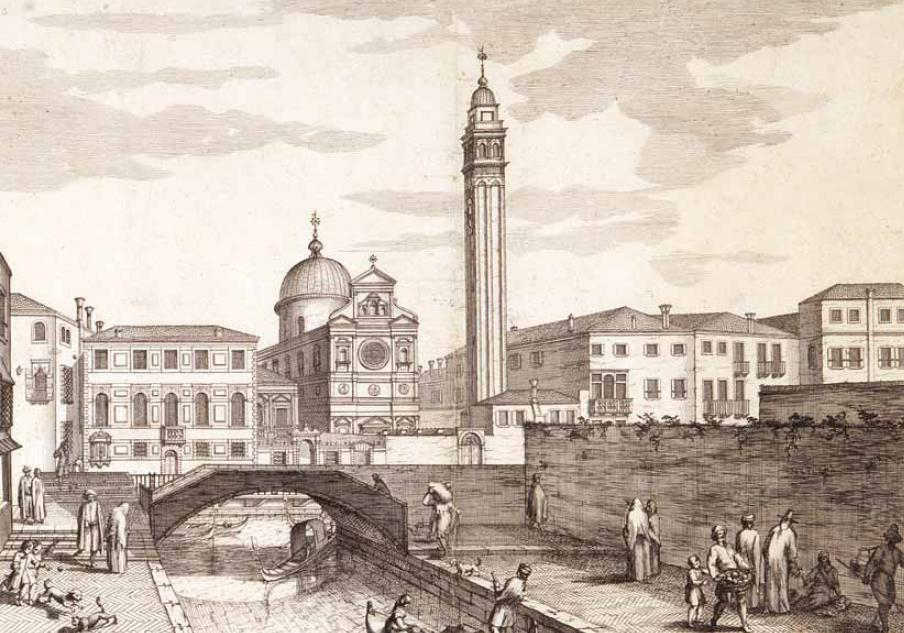
San Giorgio dei Greci mit Campanile (rechts) und Collegio Flanghini (links)

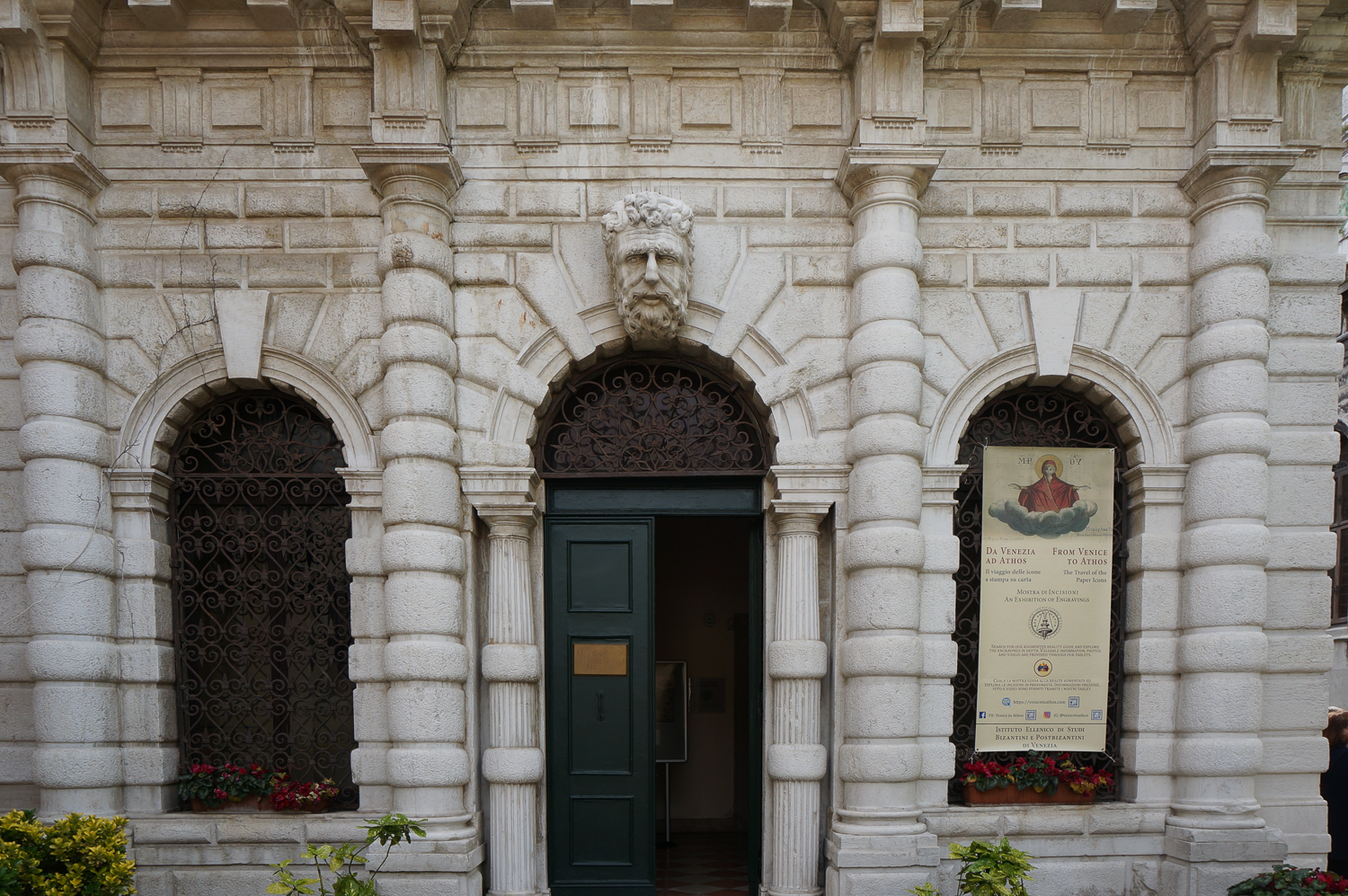
Eingang des Istituto Ellenico

Das Istituto Ellenico di Studi Bizantini e Postbizantini di Venezia (griechisch Ελληνικό Ινστιτούτο Βυζαντινών και Μεταβυζαντινών Σπουδών στη Βενετία; deutsch Griechisches Institut für byzantinische und postbyzantinische Studien in Venedig) ist ein 1951 gegründetes griechisches Forschungszentrum für Byzantinistik und Neogräzistik in Venedig. Es geht auf die 1498 gegründete Confraternità dei Greci Ortodossi di Venezia (Bruderschaft der orthodoxen Griechen in Venedig) zurück und wird von der Republik Griechenland unterhalten. Es ist das einzige griechische Forschungszentrum im Ausland.

## Geschichte
Die Gründung geht auf ein Kulturabkommen von 1948 zwischen Italien und Griechenland zurück. 1953 übergab der griechische Staat dem Institut den beweglichen und unbeweglichen Besitz, den die Bruderschaft der orthodoxen Griechen ihm unter der Bedingung überlassen hatte, dass er dessen Fortbestand garantiere. Das Institut nahm seine Tätigkeit im Jahr 1958 auf und ist seitdem im Palazzo des Collegio Flanghini untergebracht, das zu dem Baukomplex um die Kirche San Giorgio dei Greci gehört.
Zu den Direktoren des Instituts gehörten Sophia Antoniadis (1955–1966), Manusos Manusakas (1966–1982), Nikolaos M. Panagiotakis (1989–1997),  Chrysa Maltezou (1998–2013), Georgios Ploumidis (2013–2019); seit 2020 wird es von Vasilios Koukousas geleitet.

## Aufgaben
Gegenstand der Forschungen im Institut ist die byzantinische und postbyzantinische Geschichte insbesondere im Hinblick auf die griechischen Territorien unter italienischer Herrschaft und die Publikation der entsprechenden Quellen, aber auch im Hinblick auf die Bruderschaft der orthodoxen Griechen in Venedig und deren Geschichte. Zugrunde liegen dabei italienische und insbesondere venezianische Archive. Griechischen Doktoranden und Gelehrten werden zur Erstellung von Dissertationen und anderen Forschungsarbeiten auf diesen Gebieten Forschungsstipendien angeboten.

## Ausstattung
Das Institut verfügt über eine reiche Bibliothek, deren Grundstock 41 griechische Handschriften, darunter drei Evangelienhandschriften auf Pergament aus dem 12., 13. und 16. Jahrhundert und die berühmte Handschrift des Alexanderromans des Pseudo-Kallisthenes aus dem 14. Jahrhundert mit 250 Miniaturen und etwa zweitausend Drucke venezianisch-griechischer Druckereien vom 16. bis zum 18. Jahrhundert darstellen. Unter der Überschrift Γραφή και μικρογραφία στα χειρόγραφα του Ελληνικού Ινστιτούτου (12ος–14ος αι.) (Schrift und Miniaturmalerei in den Handschriften des griechischen Instituts (12.–14. Jh.)) wird eine Auswahl dieses Besitzes multimedial zugänglich gemacht.
Zum Institut gehört ferner eine museal präsentierte Ikonensammlung.

## Veröffentlichungen
Das Institut gibt eine jährlich erscheinende Zeitschrift Θησαυρίσματα und die Schriftenreihen Biblioteca (Βιβλιοθήκη τοῦ Ἑλληνικοῦ Ἰνστιτούτου Βενετίας Βυζαντινῶν καὶ Μεταβυζαντινῶν Σπουδῶν), Oriens Graecolatinus, Graecolatinitas Nostra-Fonti und Convegni heraus.